# 296

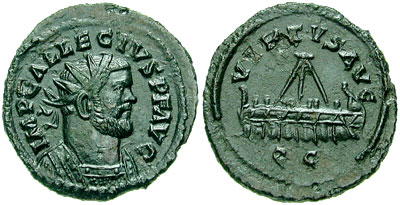
Allectus, heerser over Brittannië

Het jaar 296 is het 96e jaar in de 3e eeuw volgens de christelijke jaartelling.

## Gebeurtenissen

### Brittannië
- Constantius I "Chlorus" verzamelt bij Boulogne een invasievloot om Het Kanaal over te steken. Asclepiodotus, praefectus praetorio, landt in opdracht van Constantius I aan de Zuid-Engelse kust in Hampshire en onderdrukt de opstand van usurpator Allectus.
- Constantius Chlorus bereikt de monding van de Theems en bezet Londinium (huidige Londen). Asclepiodotus (r. 296-306) wordt officieel tot koning van Brittannië gekroond.
- Constantius Chlorus laat de steden Eboracum (York) en Verulamium (St Albans) herbouwen. De Picten vallen langs de Muur van Hadrianus het Romeinse Rijk binnen.

### Midden-Oosten
- Constantijn de Grote en Diocletianus bezoeken Palestina.
- Keizer Diocletianus slaat de opstand in Egypte en Alexandrië neer. Hij versterkt het Romeinse leger met elitetroepen (Legiones palatinae) en verlegt de zuidelijke grens naar Aswan. Dit om de graanschuren van het Rijk veilig te stellen.

### Perzië
- Diocletianus stuurt zijn schoonzoon Galerius met een expeditieleger naar Armenië. In Mesopotamië wordt hij bij Ctesiphon door koning Narses vernietigend verslagen. Na een terugtocht door de woestijn, bereikt Galerius de Syrische hoofdstad Antiochië.

## Religie
- Paus Marcellinus (r. 296-304) volgt Cajus op als de 29e paus van Rome. Tijdens zijn pontificaat bereikt de christenvervolging haar hoogtepunt.

## Overleden
- Allectus, Romeins usurpator (tegenkeizer)
- 22 april - Cajus, paus van de Katholieke Kerk